# Pseudorhaetus sinicus sinicus
Pseudorhaetus sinicus sinicus es una subespecie de coleóptero de la familia Lucanidae.

## Distribución geográfica
Habita en China.